# Gouverneur du New Jersey
Le gouverneur du New Jersey (en anglais : Governor of New Jersey) est le chef de l'exécutif de l'État américain du New Jersey. L'actuel détenteur du poste est Phil Murphy. Le mandat est de quatre ans renouvelable une seule fois consécutivement, mais le nombre total de mandats que les gouverneurs peuvent remplir n'est pas limité.

## Rôle
Le gouverneur est directement élu par les votants pour devenir le chef politique et cérémoniel de l'État souverain. Le gouverneur détient le pouvoir exécutif au sein de l'État, et n'est pas directement subordonné aux autorités fédérales. Le gouverneur assume aussi la fonction de Commandant en chef des forces du New Jersey Army National Guard (quand elles ne sont pas "fédéralisées").
Le gouverneur du New Jersey est considéré comme l'un des plus puissants postes de gouverneurs de la nation, car il s'agit du seul poste de l'État du New Jersey élu avec celui de gouverneur-lieutenant. Par conséquent, contrairement aux autres États où des élections ont lieu pour certains membres du cabinet, d'après la Constitution de l'État du New Jersey le gouverneur désigne la totalité du cabinet, mais ces nominations sont soumises à l'approbation du Sénat du New Jersey.
Le gouverneur nomme également les titulaires de deux fonctions créées par la Constitution, le procureur général du New Jersey et le secrétaire d'État du New Jersey, toujours avec l'approbation du Sénat.
L'État autorise un salaire maximum de $175 000. Jon Corzine accepta un salaire de $1 par an au poste de Gouverneur. Jim McGreevey, son prédécesseur, avait un salaire annuel de $157 000.
Le lieu de travail et de résidence du gouverneur est Drumthwacket, situé à Princeton Township. Quelques gouverneurs ont voulu ou vivre à Drumthwacket à temps partiel ou dans leurs propres maisons.

## Lieutenant-gouverneur
Le 8 novembre 2005, les électeurs acceptèrent un amendement à la Constitution de l'État du New Jersey qui créa la fonction de lieutenant-gouverneur du New Jersey, effective depuis les élections de 2009. l'amendement prévoit aussi qu'au cas où le poste de gouverneur viendrait à être vacant avant que le lieutenant-gouverneur ne prit ses fonctions en 2010, le président du Sénat du New Jersey deviendrait gouverneur en laissant vacante sa fonction de président du Sénat. Si les postes de gouverneur et de président du Sénat venaient tous deux à être vacants en même temps, ou si le président du Sénat refusait d'être gouverneur, le président de l'Assemblée générale du New Jersey deviendrait gouverneur par l'intermédiaire d'une procédure similaire.
Avant que cet amendement ne passe, un président du Sénat qui devenait gouverneur (poste vacant) devenait plus puissant qu'un gouverneur élu puisqu'il détenait en même temps les postes de président du Sénat du New Jersey, il détenait donc une partie du pouvoir législatif, et de gouverneur détenant ainsi l'exécutif. En conséquence de cet amendement constitutionnel passé en 2005, le gouverneur Richard Codey a été la dernière personne à pouvoir prétendre à un tel pouvoir.